# Периакты
Периакты (от греч. περίαητος — вращающийся) — устройство, используемое для быстрой смены театральных сцен. В древнегреческом античном театре — трехгранные вращающиеся призмы с разрисованными стенками.
Появление периактов относится, по всей вероятности, к эпохе эллинизма. Впервые упомянуты в трактате Витрувия «Десять книг об архитектуре» в I век до н. э.. Наибольшее развитие и использование получили в театрах эпохи Возрождения.
Периакты размещались по обе стороны сцены и имели одинаковую с ней высоту. Периакты дополняли декорацию живописным изображением местности. С помощью поворотов периактов осуществлялась перемена места действия театрального представления, спектакля. Вращая их вокруг оси, можно было быстро изменить фон драмы, комедии или трагедии. Периакты служили также в качестве кулис.